# Scherma ai II Giochi olimpici giovanili estivi
Il programma della scherma ai II Giochi olimpici giovanili estivi prevedeva lo svolgimento di tre competizioni individuali di categoria cadetti sia maschile che femminile, più una prova a squadre mista. Hanno partecipato 78 schermidori provenienti da 40 Paesi. Gli incontri si sono svolti al Nanjing International Expo Center.

## Medagliere
| Pos.   | Paese         | Oro | Argento | Bronzo | Totale |
| ------ | ------------- | --- | ------- | ------ | ------ |
| 1      | Russia        | 2   | 0       | 1      | 3      |
| 2      | Corea del Sud | 1   | 1       | 0      | 2      |
| 3      | Ungheria      | 1   | 0       | 1      | 2      |
| 4      | Polonia       | 1   | 0       | 0      | 1      |
| 4      | Stati Uniti   | 1   | 0       | 0      | 1      |
| 6      | Italia        | 0   | 2       | 0      | 1      |
| 7      | Svezia        | 0   | 1       | 1      | 2      |
| 8      | Giappone      | 0   | 1       | 0      | 1      |
| 8      | Hong Kong     | 0   | 1       | 0      | 1      |
| 10     | Cina          | 0   | 0       | 2      | 2      |
| 11     | Francia       | 0   | 0       | 1      | 1      |
| Totale | Totale        | 6   | 6       | 6      | 18     |

## Podi
| Evento                        | Oro | Argento | Bronzo                                                                                                  |
| Spada maschile (dettagli)     | Patrik Esztergályos                                                                                        | Linus Islas Flygare                                                                                           | Ivan Limarev                                                                                            |
| Spada femminile (dettagli)    | Lee Sin-Hee                                                                                                | Eleonora De Marchi                                                                                            | Åsa Linde                                                                                               |
| Fioretto maschile (dettagli)  | Andrzej Rządkowski                                                                                         | Chun Yin Ryan Choi                                                                                            | Enguerrand Roger                                                                                        |
| Fioretto femminile (dettagli) | Sabrina Massialas                                                                                          | Karin Miyawaki                                                                                                | Huang Ali                                                                                               |
| Sciabola maschile (dettagli)  | Ivan Il'in                                                                                                 | Kim Dong-Ju                                                                                                   | Yan Yinghui                                                                                             |
| Sciabola femminile (dettagli) | Alina Mosejko                                                                                              | Chiara Crovari                                                                                                | Petra Záhonyi                                                                                           |
| Gara mista (dettagli)         | Asia-Oceania 1 Kei Hsu Albert Chien Chun Yin Ryan Choi Misaki Emura Kim Dong-Ju Lee Sin-Hee Karin Miyawaki | Europa 1 Patrik Esztergályos Marta Mart'janova Ivan Il'in Eleonora De Marchi Andrzej Rządkowski Alina Mosejko | Europa 2 Chiara Crovari Marios Giakoumatos Linus Islas Flygare Åsa Linde Enguerrand Roger Anna Szymczak |